# Hindemith-Stiftung

Logo der Hindemith-Stiftung

Die Hindemith-Stiftung (franz. Fondation Hindemith) ist eine Stiftung, die den künstlerischen Nachlass von Paul Hindemith pflegt. Ihr Sitz ist in Blonay im Kanton Waadt in der Schweiz.

## Geschichte
Paul Hindemiths Witwe und Erbin Gertrud Hindemith bestimmte in ihrem Testament vom 4. Dezember 1966: «Unser gesamtes Erbe soll zu einer Hindemith-Stiftung umgewandelt werden.» Mit der Gründung der Stiftung beauftragte sie einen Kreis von zwölf Freunden.
Gertrud Hindemith verstarb am 13. März 1967 zu Vevey (Kanton Waadt). Die in ihrem Testament benannten Freunde versammelten sich am 10. und 11. Dezember 1967 in Vevey, wählten aus ihrer Mitte einen fünfköpfigen Stiftungsrat und bestimmten Blonay zum Sitz der Stiftung. Der erste Stiftungsrat bestand aus Arno Volk, Präsident (Mainz); Karl Herbert Schober, Vizepräsident (Brüssel/Wien); Marius Décombaz (Vevey); Philipp Mohler (Frankfurt) und Heinrich Straumann (Zürich).
Die Gründungsurkunde wurde am 10. Juni 1968 von den Mitgliedern des Stiftungsrats unterzeichnet, und die Satzung erlangte Rechtskraft mit der am 8. Juli 1968 erfolgten Eintragung in das Schweizerische Handelsregister, Büro Vevey. Die Stiftung ist vom Eidgenössischen Département des Innern mit Beschluss vom 9. August 1968 anerkannt und der Aufsicht dem Bund unterstellt worden.
Die Hindemith-Stiftung richtete 1974 das Hindemith-Institut in Frankfurt ein und gründete 1978 das Hindemith-Musikzentrum in Blonay. Ihre Geschäftsstelle befindet sich auf dem Areal des Hindemith Musikzentrums in der «Maison Marius Décombaz». Zum Eigentum der Stiftung gehört auch das ehemalige Wohnhaus der Hindemiths in Blonay, Villa La Chance, das auf Anfrage besichtigt werden kann.
Die Hindemith-Stiftung Blonay wird von einem Stiftungsrat verwaltet, der sich durch Zuwahl ergänzt und aus seiner Mitte einen Präsidenten als Ausführenden seiner Beschlüsse wählt. Der Stiftungsrat bestimmt alle Arbeiten und Aktivitäten der Stiftung, verwaltet ihr Vermögen und entscheidet über die Verwendung der Einkünfte im Rahmen des Stiftungszweckes.

## Mitglieder
- Andreas Eckhardt (Präsident)
- François Margot (Vizepräsident)
- Christian Höppner
- Andreas Schober
- Tabea Zimmermann

## Ehrenmitglieder
- Andres Briner
- Hans-Dieter Resch

## Musikpreise
Die Hindemith-Stiftung verleiht zusammen mit der Rudolf und Erika Koch-Stiftung, der Walther und Käthe Busche-Stiftung und Gerhard Trede-Stiftung, der Freien und Hansestadt Hamburg sowie dem Land Schleswig-Holstein den Hindemith-Preis des Schleswig-Holstein Musik Festivals, und seit 2005 gemeinsam mit der Stadt Hanau den Hindemith-Preis der Stadt Hanau.